# Ilias Picta

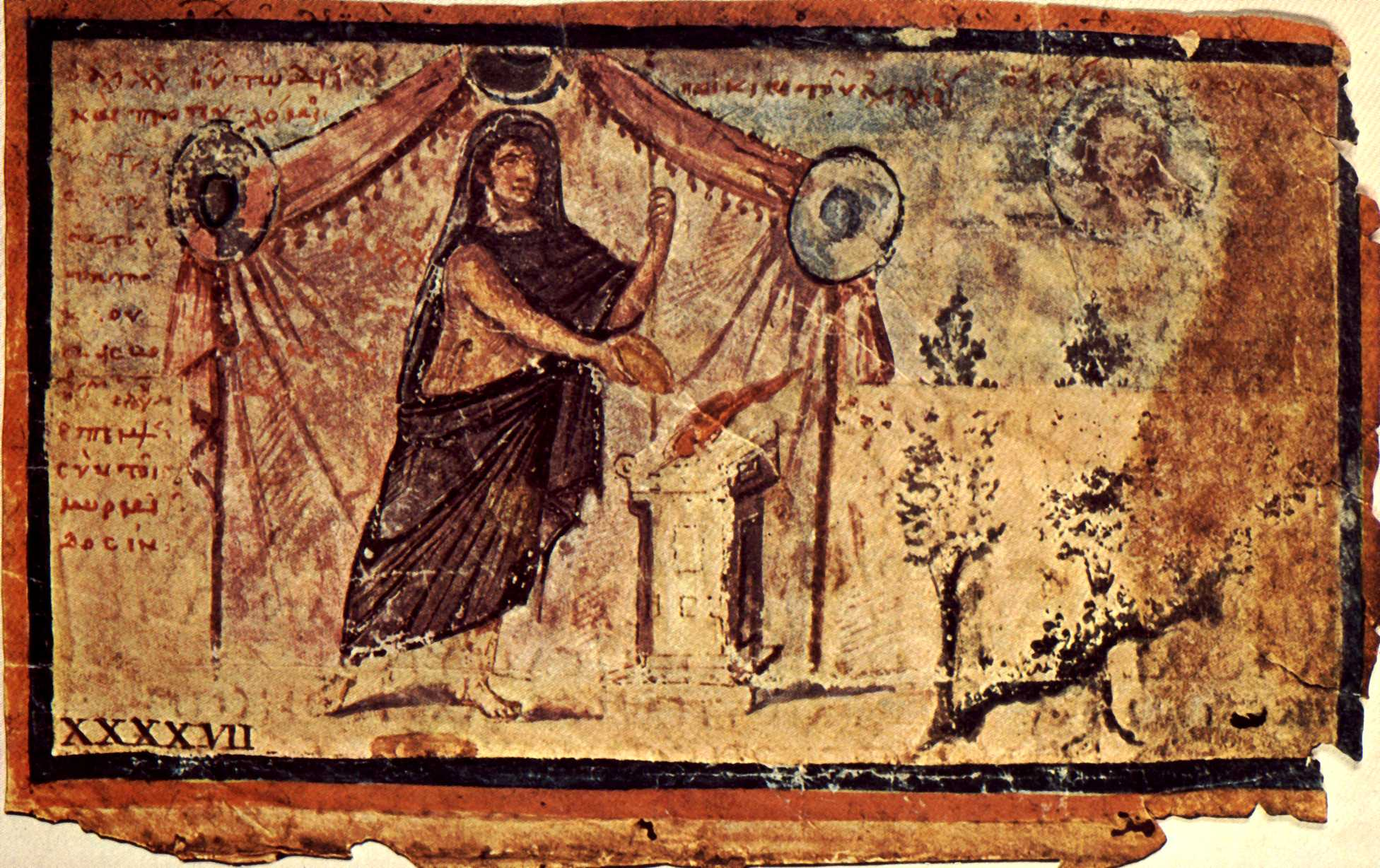
Aquiles sacrificando-se perante Zeus

A Ilíada ambrosiana ou Ilia Picta (Milão, Biblioteca Ambrosiana, Cod. F. 205 Inf.) é um manuscrito em papel velino iluminado do  da Ilíada de Homero. Estima-se que tenha sido produzido em Constantinopla entre o fim do século V ou início do século VI d.C, mais concretamente entre 493 e 508. Esta cronologia foi estabelecida por Ranuccio Bandinelli e baseia-se na abundância da cor verde nas imagens, que terá sido a cor da facção no poder à época.
Ao longo dos tempos, foi retalhada numa série de iluminuras separadas do manuscrito original. Está entre os mais antigos manuscritos iluminados que sobreviveram até aos nossos dias. Além disso, é o único trabalho ilustrado na antiguidade da obra de Homero a ter chegado até nós e, a par do Vergilius Vaticanus e do Vergilius Romanus, um dos três únicos manuscritos ilustrados da literatura clássica a ter sobrevivido desde a antiguidade.